# 즈보라야

즈보라야 도톤보리점의 복어 등불

즈보라야(일본어: づぼらや)는 일본 간사이 지방에 3개의 점포를 둔 복어 요리 전문점이다. 1920년 창업되었다. 매장의 거대한 복어 등불은 오사카를 상징하는 간판 중 하나이다.